# Kapelle-Biezelinges järnvägsstation

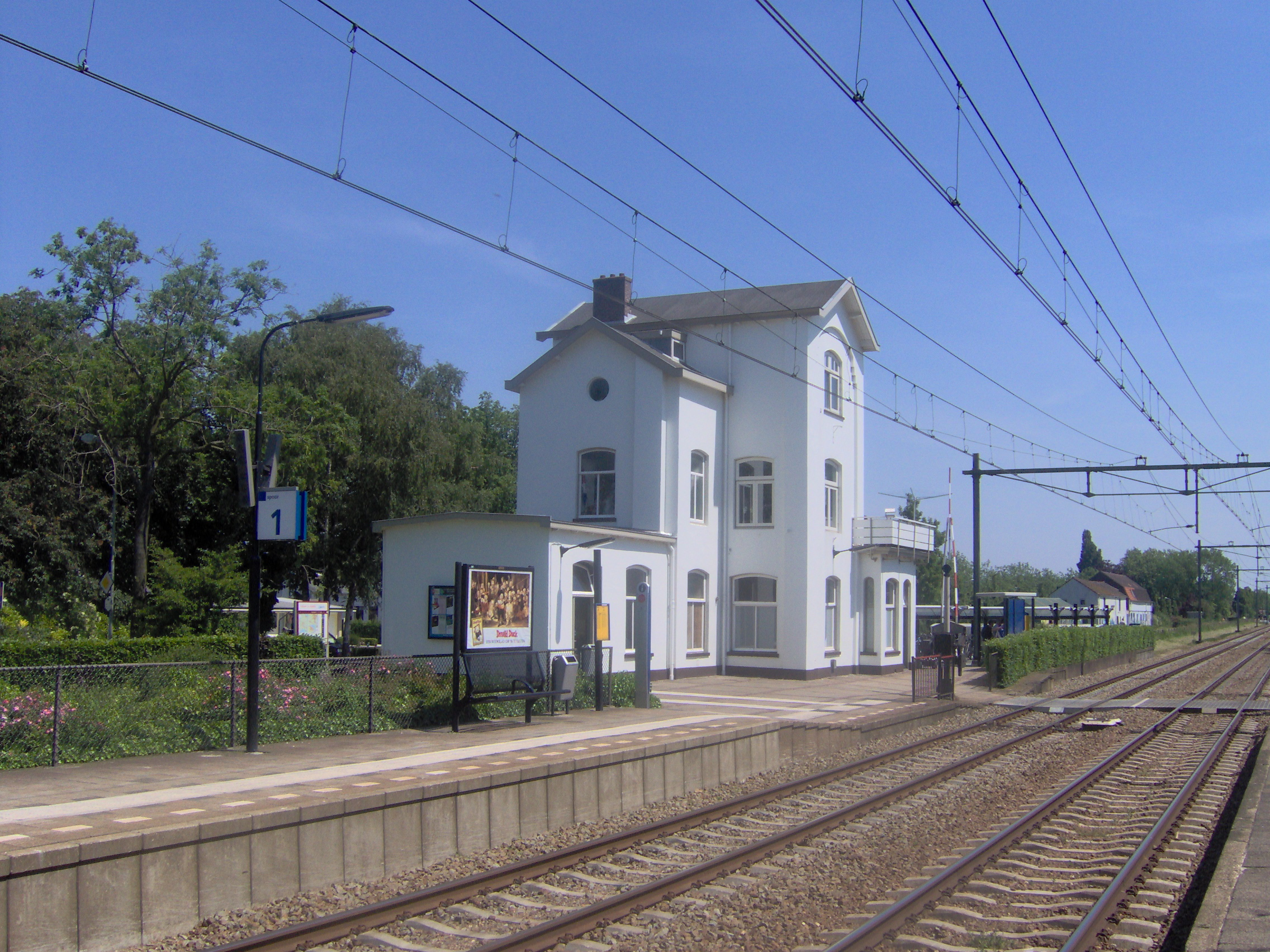
Kapelle-Biezelinges järnvägsstation.

Kapelle-Biezelinges järnvägsstation är en järnvägsstation i kommunen Kapelle i den nederländska provinsen Zeeland. Zeeuwselinjen (Roosendaal-Vlissingen) går förbi stationen som ligger på gränsen mellan Kapelle och Biezelinge.
Stationen öppnades den 1 juli 1868 med en stationsbyggnad i Staatsspoorwegens husstil. Under det första halvåret av 2006 stannade lokaltåget mellan Roosendaal och Vlissingen här en gång i timmen, i båda riktningar.

## 2008
Alla tider enligt tidtabellen i Zeeland kommer förändras 2008. Fjärrtågen (intercity) kommer då stanna på alla stationer i Zeeland, men för att förkorta restiden till Randstad stängs tre stationer: Arnemuiden, Kapelle-Biezelinge och Krabbendijke.